# Urussanga
Urussanga é um município do Estado de Santa Catarina, no Brasil. Localiza-se a uma latitude 28º31'04" sul e a uma longitude 49º19'15" oeste, estando a uma altitude de 49 metros, e a 185 quilômetros da capital estadual Florianópolis. Sua população estimada em 2024 era de 21 395 habitantes. Possui uma área de 254,95 quilômetros quadrados.
"Urussanga" provém do tupi antigo e significa "água muito fria". É o nome do principal rio que banha a cidade. A vila foi fundada pelo engenheiro maranhense Joaquim Vieira Ferreira em 26 de maio de 1878 e emancipada em 6 de outubro de 1900. Principal núcleo da colonização italiana do sul do estado, destaca-se na gastronomia e na produção de vinhos. Realiza a Festa do Vinho , e a Ritorno alle Origini : a primeira, sempre no mês de agosto, e a segunda, no aniversário da cidade, quando são celebradas a cultura herdada dos imigrantes, com muita música, boa comida e bom vinho.
Durante muito tempo, a principal atividade econômica da cidade foi a extração de carvão mineral, já que a cidade localiza-se numa das principais regiões carboníferas do país (junto com os municípios de Lauro Müller, Siderópolis e Criciúma).
A origem da população atual é italiana e as vias de acesso são as rodovias SC-446 via Criciúma e Orleans e a SC-445 via BR-101 (Morro da Fumaça) e Rodovia UR-22 , via Pedras Grandes.

## História

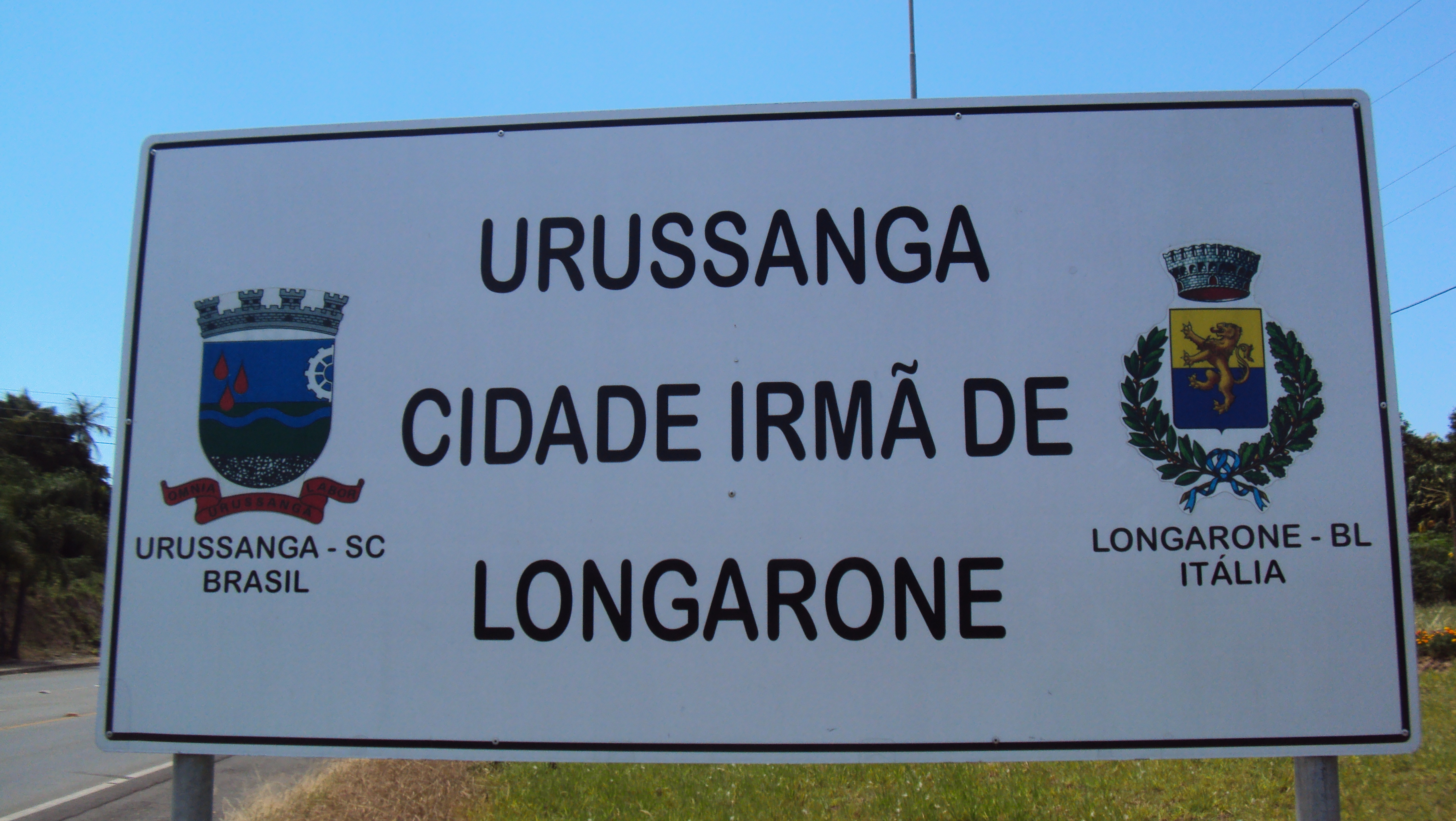
Urussanga e Longarone são cidades irmãs

Por volta do ano 1000, o atual litoral de Santa Catarina foi invadido por povos tupis-guaranis procedentes da Amazônia. Eles expulsaram os antigos habitantes da região, falantes de línguas do tronco macro-jê, para a Serra Catarinense, onde viriam a constituir os atuais caingangues e xoclengues. No século XVI, todo o atual litoral do estado e regiões adjacentes eram habitados pela etnia tupi-guarani dos carijós, que viriam a ser escravizados em massa e dizimados pelos colonos de origem portuguesa de São Vicente. Em meados do século XVIII, os carijós já estavam virtualmente extintos.
Em 26 de maio de 1878 chegaram os primeiros colonos italianos à região da confluência dos rios América e Urussanga, vindos de Longarone.
Os colonos enfrentaram resistência indígena à ocupação das terras.
A emancipação da colônia Urussanga deu-se em 31 de dezembro de 1881, elevada a município em 6 de outubro de 1900. A instalação do município teve lugar em 22 de janeiro de 1901 e a instalação da comarca em 20 de dezembro de 1925, sendo hoje uma comarca intermediária.

## Cultura
A cidade destaca-se pela forte preservação cultural da Praça Anita Garibaldi e os prédios entorno desta, mantém distintas características desde o início de sua fundação.
Além disso, a forte ligação com Longarone, permitiu a criação do Gemellagio, cujo termo é usado para designar cidades irmãs que têm um tratado firmado levando em conta suas semelhanças na área econômica, social e cultural. A intenção é declarar irmandade entre as duas comunidades a fim de promover e ampliar trocas de informações, parcerias, intercâmbio cultural, entre outros.
Dentre os monumentos existentes na principal praça da cidade, destaca-se o Monumento Anita Musiva, em homenagem a Anita Garibaldi, A arte, em forma de mosaico, é uma criação das irmãs Marielle e Michelle Bonetti.

## Geografia
No relevo, predominam os terrenos de topografia acidental, havendo 30% de terrenos planos ondulados e 70% da área possuem declividade acima de 20%. Urussanga está localizada a uma altitude de 49 metros acima do nível do mar. O solo é podzólico vermelho/amarelo, de textura arenosa (45%), cambissolo álico (40%) e terra estruturada (15%). Em seu subsolo, existem minérios importantes: o carvão mineral e algumas reservas de fluorita e argila.
O município apresenta uma vegetação formada principalmente pela floresta ombrófila densa sub-montana, com presença de árvores nativas e reflorestamentos de eucaliptos.

### Demografia
- População total (2022): 20.919
  - Densidade demográfica: 82,05 habitante por quilômetro quadrado

### Hidrografia
O município de Urussanga é banhado pelo Rio Urussanga, tendo, como principais afluentes: Rio Maior, Rio Carvão, Rio Deserto, Rio Caeté, Rio Barro Vermelho e Rio América. A disponibilidade de água em Urussanga é relativamente boa entre os meses de março e setembro e levemente deficitária entre os meses de outubro e fevereiro. Quanto a qualidade das águas, o Rio Urussanga e vários de seus afluentes apresentam uma das piores situações do Estado.
A concentração de empresas mineradoras contribui decisivamente para a poluição generalizada. Observa-se a ocorrência de degradação das águas desde a nascente (cabeceira) até a foz dos rios. Face a isto, as águas de Urussanga, em sua grande maioria, caracterizam-se como impróprias para o consumo humano, apresentando também restrições para outras atividades, incluindo irrigação. Um programa intensivo de conservação dos recursos hídricos é da maior importância para garantir o abastecimento para o consumo humano e para a irrigação, prática muito importante para a garantia da produção agrícola.

### Clima
Segundo a metodologia proposta por Köppen, Urussanga é classificado como clima subtropical úmido, sem estação seca, com verão quente. De acordo com dados do Instituto Nacional de Meteorologia (INMET), desde 1961 a menor temperatura registrada em Urussanga foi de −3,4 °C em 30 de julho de 2021 no bairro Coxia Rica, seguida por −3 °C em 6 de agosto de 1963 e −2,3 °C em 3 de agosto de 1991, e a maior atingiu 42,1 °C em 25 de dezembro de 2012, superando o antigo recorde de 41,7 °C em 21 de dezembro de 1971. O maior acumulado de precipitação em 24 horas atingiu 160,4 milímetros (mm) em 16 de fevereiro de 1971.

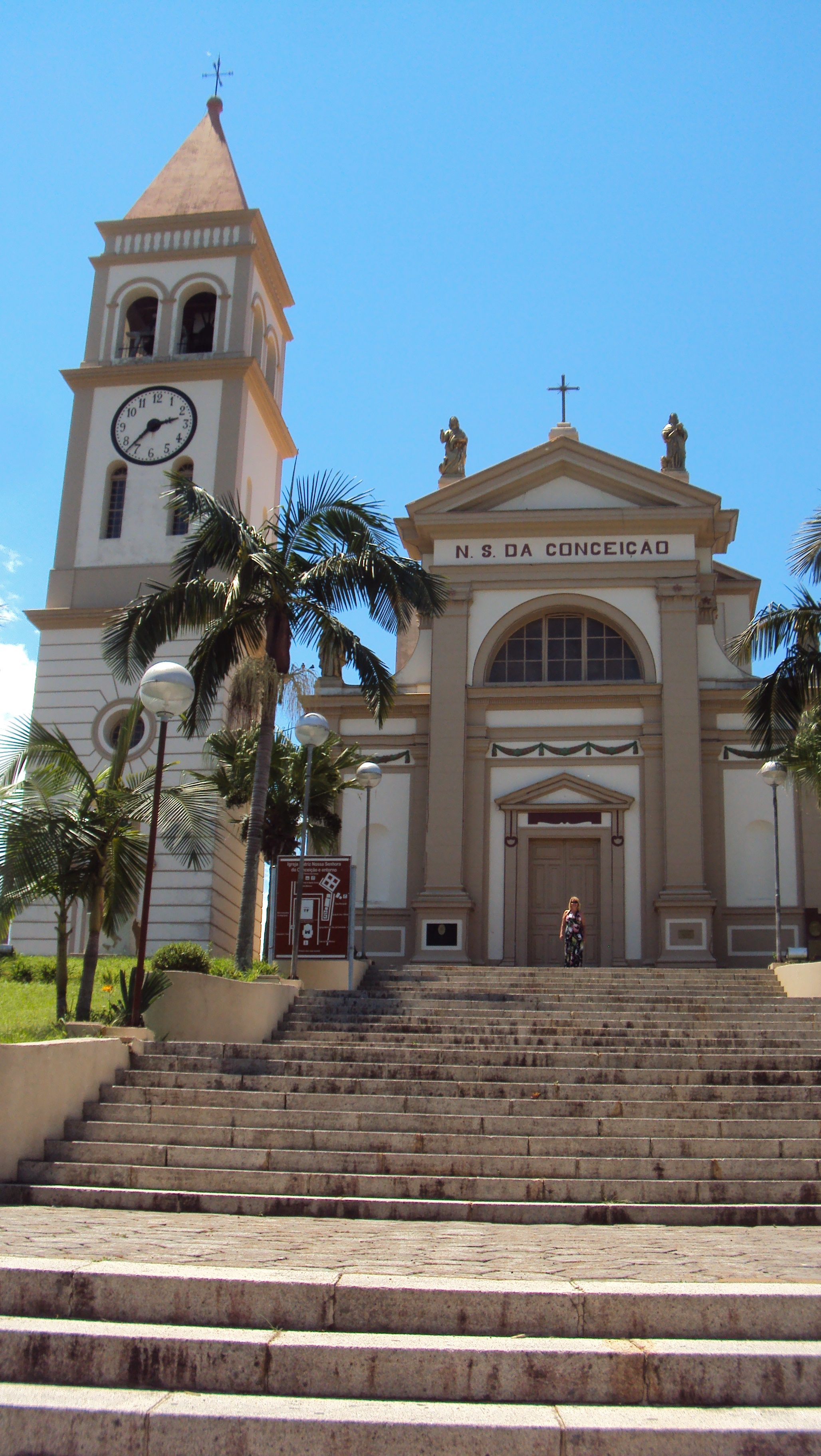
Igreja Matriz de Urussanga

| Dados climatológicos para Urussanga                                                      | Dados climatológicos para Urussanga | Dados climatológicos para Urussanga | Dados climatológicos para Urussanga | Dados climatológicos para Urussanga | Dados climatológicos para Urussanga | Dados climatológicos para Urussanga | Dados climatológicos para Urussanga | Dados climatológicos para Urussanga | Dados climatológicos para Urussanga | Dados climatológicos para Urussanga | Dados climatológicos para Urussanga | Dados climatológicos para Urussanga | Dados climatológicos para Urussanga |
| Mês                                                                                      | Jan                                 | Fev                                 | Mar                                 | Abr                                 | Mai                                 | Jun                                 | Jul                                 | Ago                                 | Set                                 | Out                                 | Nov                                 | Dez                                 | Ano                                 |
| ---------------------------------------------------------------------------------------- | ----------------------------------- | ----------------------------------- | ----------------------------------- | ----------------------------------- | ----------------------------------- | ----------------------------------- | ----------------------------------- | ----------------------------------- | ----------------------------------- | ----------------------------------- | ----------------------------------- | ----------------------------------- | ----------------------------------- |
| Temperatura máxima recorde (°C)                                                          | 41                                  | 40,7                                | 39,6                                | 37,2                                | 34,8                                | 34,3                                | 34,4                                | 38,2                                | 39,3                                | 41,6                                | 41                                  | 42,1                                | 42,1                                |
| Temperatura máxima média (°C)                                                            | 29,8                                | 30                                  | 29,1                                | 26,8                                | 23,6                                | 22,1                                | 21,4                                | 23,3                                | 23,5                                | 25,1                                | 27,4                                | 28,9                                | 25,9                                |
| Temperatura média compensada (°C)                                                        | 24                                  | 24,1                                | 23,1                                | 20,6                                | 17                                  | 15,3                                | 14,8                                | 15,9                                | 17,3                                | 19,3                                | 21,5                                | 22,9                                | 19,7                                |
| Temperatura mínima média (°C)                                                            | 19,3                                | 19,5                                | 18,5                                | 15,8                                | 12,2                                | 10,6                                | 10,1                                | 10,6                                | 12,1                                | 14,3                                | 16,3                                | 18                                  | 14,8                                |
| Temperatura mínima recorde (°C)                                                          | 10,4                                | 10,7                                | 6                                   | 4,4                                 | −0,2                                | −1,6                                | −2                                  | −3                                  | −1,4                                | 2,8                                 | 5,2                                 | 6,5                                 | −3                                  |
| Precipitação (mm)                                                                        | 191,8                               | 179,3                               | 188,9                               | 108,8                               | 157,6                               | 66,7                                | 120,6                               | 110                                 | 122,4                               | 129,5                               | 150,5                               | 157,7                               | 1 683,8                             |
| Dias com precipitação (≥ 1 mm)                                                           | 12                                  | 14                                  | 12                                  | 9                                   | 9                                   | 7                                   | 9                                   | 7                                   | 10                                  | 11                                  | 11                                  | 11                                  | 122                                 |
| Umidade relativa compensada (%)                                                          | 81,3                                | 83,5                                | 85,1                                | 85,5                                | 87,2                                | 87,6                                | 86,7                                | 82,8                                | 82,1                                | 81,5                                | 80,3                                | 80,5                                | 83,7                                |
| Insolação (h)                                                                            | 163,3                               | 150,5                               | 165,4                               | 154,8                               | 147,7                               | 122                                 | 133,3                               | 147,5                               | 133,5                               | 151,1                               | 162,1                               | 166,3                               | 1 797,5                             |
| Fonte: INMET (normal climatológica de 1981-2010; recordes de temperatura: 1961-presente) |                                     |                                     |                                     |                                     |                                     |                                     |                                     |                                     |                                     |                                     |                                     |                                     |                                     |

## Economia
Movimento econômico misto, baseado nas indústrias de artigos plásticos, cerâmicos, móveis, esquadrias de alumínio, metalurgia, indústria de peças para motos em geral, equipamentos para suinocultura e avicultura, confecções e vitivinicultura. No setor primário, o destaque é para as culturas do milho, feijão, arroz e fumo, viticultura, fruticultura e a criação de aves e suínos.